# Floor crossing (Südafrika)
Unter Floor crossing (deutsch etwa: „Überqueren des Fußbodens“) versteht man die Möglichkeit, dass Abgeordnete eines Parlaments die Partei wechseln und dabei ihren Sitz behalten konnten. Der Begriff ist in einigen Commonwealth-Staaten gebräuchlich und erlangte vor allem in Südafrika in seiner spezifischen Praxis eine besondere Bedeutung.

## Hintergrund
Das Floor crossing wurde in Südafrika durch eine im Jahr 2002 erfolgte Verfassungsänderung ermöglicht. Ihren Hintergrund hat diese Änderung in dem damaligen Wunsch der Democratic Alliance (DA, damals aus Democratic Party (DP) und Nuwe Nasionale Party (NNP) bestehend) noch während der damaligen Legislaturperiode zu einer einzigen Partei verschmelzen zu können, was bislang durch das Verbot von Parteiübertritten während dieses Zeitraums ausgeschlossen war. Der ANC sprach sich zunächst gegen diese Gesetzesinitiative aus, da er diese als Zementierung einer rassen- und klassenbasierten Opposition – in diesem Fall der DA – ansah.
Die folgende politische Entwicklung sorgte für einen Meinungsumschwung beim ANC. Das damalige Gefüge der DA erwies sich als kurzlebig. Im November 2001 stieg die NNP aus der DA aus, während die DP den neuen Namen für sich behielt. Die NNP entschloss sich nun dazu, Koalitionen mit dem ANC einzugehen, und letzterem gab das Floor crossing nun die Möglichkeit, die oben genannte Zementierung aufzubrechen. Im Juni 2002 wurde die Verfassungsänderung Wirklichkeit. Die Annäherung der NNP an den ANC bedeutete das Ende der ersteren. In den nationalen Wahlen von 2004 wurde sie mit einem Ergebnis von 1,65 % zu einer auf überregionaler Ebene unbedeutenden Partei und beschloss im folgenden Jahr ihre Selbstauflösung, verbunden mit dem Übertritt der meisten NNP-Parlamentarier zum ANC.
Die kleine Partei United Democratic Movement (UDM) legte umgehend eine Verfassungsbeschwerde ein, in der sie anführte, dass mit dem Floor crossing der Wählerwille untergraben werde, da sich dieser durch noch vor der nächsten Wahl stattfindende Übertritte in einem auf proportionaler Vertretung basierenden System nicht mehr wiederfinden würde. Des Weiteren bestünde auch die Gefahr, dass große Parteien Mitglieder kleinerer Parteien durch besser besetzte Posten einen Parteiübertritt schmackhaft machen könnten.

## Durch die Verfassung vorgeschriebene Voraussetzungen zum Floor crossing
Das Floor crossing war unter folgenden Voraussetzungen möglich:
- Der Übertretende musste Mitglied des nationalen Parlaments, eines Provinz- oder Kommunalparlaments sein.
- Der Übertritt musste mindestens 10 % der Sitze der früheren Partei betreffen, es mussten also eventuell mehrere Übertritte zugleich erfolgen.
- Der Übertritt musste im Zeitraum vom 1. bis 15. September und im zweiten oder vierten Jahr nach der Wahl erfolgen.

## Auswirkungen im politischen Geschehen
Die Befürchtung der Gegner, dass größere Parteien durch das Floor crossing noch mächtiger werden könnten, bewahrheitete sich. Erleichtert wurde dies auch dadurch, dass durch das 10-%-Sitz-Minimum der Wechsel von kleinen Parteien aus erheblich leichter war als von größeren. Die Sitzanzahl des ANC im südafrikanischen Parlament vergrößerte sich nach der Wahl von 2004 im Anschluss an beide Zeitfenster von 2005 und 2007 von 279 auf 297, die größeren Oppositionsparteien verloren hingegen einige Sitze. Das Floor crossing ermöglichte dort auch das Erlangen von Sitzen seitens Parteineugründungen, so zum Beispiel die IFP-Abspaltung National Democratic Convention. Eine Reihe von kleinen Parteien, die während des Zeitfensters von 2005 durch Übertritte ein oder zwei Sitze im nationalen Parlament erringen konnten, verschwanden indes mit dem nächsten Zeitfenster von 2007 wieder von dort.
Floor crossing war in Südafrika ein heikles Thema, das unter anderem Gegenstand von Gerichtsprozessen war. Im September 2007 kam es gar zur Verhaftung von fünf IFP-Kommunalpolitikern aufgrund einer Anklage wegen versuchten Mordes an einem früheren IFP-Politiker, der zum ANC übergetreten war.
Im Januar 2009 wurde die Möglichkeit zum Floor crossing durch eine Verfassungsänderung wieder abgeschafft.